# Première circonscription de la Lozère
La première circonscription de la Lozère est de 1958 à 2010 l'une des deux circonscriptions législatives françaises que compte le département de la Lozère (48) situé en région Languedoc-Roussillon. Elle fusionne ensuite avec la deuxième circonscription de la Lozère pour former l'unique circonscription de la Lozère.

## Description géographique et démographique
La première circonscription de la Lozère est située à l'est du département et englobe Mende ainsi que sa périphérie, s'étendant aux frontières interdépartementales et à la deuxième circonscription de la Lozère.

### De 1958 à 1986
La première circonscription de la Lozère était composée de :
- Canton de Barre-des-Cévennes
- Canton du Bleymard
- Canton de Châteauneuf-de-Randon
- Canton de Florac
- Canton de Grandrieu
- Canton de Langogne
- Canton de Mende
- Canton du Pont-de-Montvert
- Canton de Saint-Amans
- Canton de Sainte-Enimie
- Canton de Saint-Germain-de-Calberte
- Canton de Villefort

Source : Journal Officiel du 14-15 Octobre 1958.

### De 1988 à 2010
La première circonscription de la Lozère était composée de :
- Canton de Barre-des-Cévennes
- Canton du Bleymard
- Canton de Châteauneuf-de-Randon
- Canton de Florac
- Canton de Grandrieu
- Canton de Langogne
- Canton de Mende-Nord
- Canton de Mende-Sud
- Canton du Pont-de-Montvert
- Canton de Saint-Amans
- Canton de Sainte-Enimie
- Canton de Saint-Germain-de-Calberte
- Canton de Villefort

D'après les chiffres des populations légales de 2006 entrées en vigueur dès le 1er janvier 2009, la circonscription était alors peuplée de 41006 habitants.

## Liste des députés
| Législature | Début de mandat | Fin de mandat  | Député              | Parti politique | Observations |
| ----------- | --------------- | -------------- | ------------------- | --------------- | --- |
| Ire         | 9 décembre 1958 | 9 octobre 1962 | Félix Viallet       | UNR             | Mandat écourté à la suite d'une dissolution parlementaire décidée par Charles de Gaulle.                                                                       |
| IIe         | 6 décembre 1962 | 2 avril 1967   | Pierre Couderc      | RI              | |
| IIIe        | 3 avril 1967    | 30 mai 1968    | Pierre Couderc      | RI              | Mandat écourté à la suite d'une dissolution parlementaire décidée par Charles de Gaulle.                                                                       |
| IVe         | 11 juillet 1968 | 1er avril 1973 | Pierre Couderc      | RI              | |
| Ve          | 2 avril 1973    | 2 avril 1978   | Pierre Couderc      | RI              | |
| VIe         | 3 avril 1978    | 22 mai 1981    | Pierre Couderc      | UDF             | Mandat écourté à la suite d'une dissolution parlementaire décidée par François Mitterrand.                                                                     |
| VIIe        | 2 juillet 1981  | 1er avril 1986 | Adrien Durand       | UDF             | |
| VIIIe       | 2 avril 1986    | 14 mai 1988    | Adrien Durand       | UDF             | Proportionnelle par département, pas de député par circonscription. Mandat écourté à la suite d'une dissolution parlementaire décidée par François Mitterrand. |
| IXe         | 23 juin 1988    | 1er avril 1993 | Adrien Durand       | UDF             | |
| Xe          | 2 avril 1993    | 21 avril 1997  | Jean-Jacques Delmas | UDF             | Maire de Mende Mandat écourté à la suite d'une dissolution parlementaire décidée par Jacques Chirac.                                                           |
| XIe         | 12 juin 1997    | 18 juin 2002   | Jean-Claude Chazal  | PS              | |
| XIIe        | 19 juin 2002    | 19 juin 2007   | Francis Saint-Léger | UMP             | Maire de Rieutort-de-Randon |
| XIIIe       | 20 juin 2007    | 19 juin 2012   | Francis Saint-Léger | UMP             | |

## Résultats électoraux

### Élections de 1958
|                | Félix Viallet élu | UNR            | 12 713 | 56,94  |  |  |  |
|                | Jean Hugonnet     | SFIO           | 6 679  | 29,92  |  |  |  |
|                | Chanzy Verdeilhan | PCF            | 2 934  | 13,14  |  |  |  |
|                |                   |                |        |        |  |  |  |
| Inscrits       | Inscrits          | Inscrits       | 31 706 | 100,00 |  |  |  |
| Abstentions    | Abstentions       | Abstentions    | 8 040  | 25,36  |  |  |  |
| Votants        | Votants           | Votants        | 23 666 | 74,64  |  |  |  |
| Blancs et nuls | Blancs et nuls    | Blancs et nuls | 1 340  | 5,66   |  |  |  |
| Exprimés       | Exprimés          | Exprimés       | 22 326 | 94,34  |  |  |  |

Le Docteur Adrien Durand, conseiller du canton de Châteauneuf-de-Randon, était le suppléant de l'abbé Félix Viallet.

### Élections de 1962
| Candidat       | Candidat           | Parti          | Premier tour | Premier tour | Second tour | Second tour |  |
| Candidat       | Candidat           | Parti          | Voix         | %            | Voix        | %           |  |
| -------------- | ------------------ | -------------- | ------------ | ------------ | ----------- | ----------- |  |
|                | René Estoup        | MRP            | 5 888        | 30,07        | 7 026       | 31,89       |  |
|                | Pierre Couderc élu | CNIP           | 5 763        | 29,43        | 7 312       | 33,19       |  |
|                | François Lefebvre  | UNR-UDT        | 3 414        | 17,43        | 4 357       | 19,77       |  |
|                | Marcel Brès        | PCF            | 2 569        | 13,12        | 3 339       | 15,15       |  |
|                | Adolphe Nouet      | Radsoc         | 1 950        | 9,96         | Retrait     | Retrait     |  |
|                |                    |                |              |              |             |             |  |
| Inscrits       | Inscrits           | Inscrits       | 30 781       | 100,00       | 30 780      | 100,00      |  |
| Abstentions    | Abstentions        | Abstentions    | 10 626       | 34,52        | 8 347       | 27,12       |  |
| Votants        | Votants            | Votants        | 20 155       | 65,48        | 22 433      | 72,88       |  |
| Blancs et nuls | Blancs et nuls     | Blancs et nuls | 571          | 2,83         | 399         | 1,78        |  |
| Exprimés       | Exprimés           | Exprimés       | 19 584       | 97,17        | 22 034      | 98,22       |  |

Auguste Aubazac, ancien adjoint au maire de Langogne, était le suppléant de Pierre Couderc.

### Élections de 1967
|                | Pierre Couderc sortant réélu | RI             | 11 703 | 52,75  |  |  |  |
|                | Jean Massador                | FGDS (SFIO)    | 4 726  | 21,3   |  |  |  |
|                | Jules Clavel                 | CD (PDM)       | 3 218  | 14,51  |  |  |  |
|                | Marcel Brès                  | PCF            | 2 537  | 11,44  |  |  |  |
|                |                              |                |        |        |  |  |  |
| Inscrits       | Inscrits                     | Inscrits       | 28 535 | 100,00 |  |  |  |
| Abstentions    | Abstentions                  | Abstentions    | 5 776  | 20,24  |  |  |  |
| Votants        | Votants                      | Votants        | 22 759 | 79,76  |  |  |  |
| Blancs et nuls | Blancs et nuls               | Blancs et nuls | 575    | 2,53   |  |  |  |
| Exprimés       | Exprimés                     | Exprimés       | 22 184 | 97,47  |  |  |  |

Le suppléant de Pierre Couderc était Auguste Aubazac.

### Élections de 1968
|                | Pierre Couderc sortant réélu | RI (URP)       | 15 182 | 68,37  |  |  |  |
|                | Jean Massador                | FGDS (SFIO)    | 4 435  | 19,97  |  |  |  |
|                | Marcel Brès                  | PCF            | 2 589  | 11,66  |  |  |  |
|                |                              |                |        |        |  |  |  |
| Inscrits       | Inscrits                     | Inscrits       | 29 449 | 100,00 |  |  |  |
| Abstentions    | Abstentions                  | Abstentions    | 6 626  | 22,5   |  |  |  |
| Votants        | Votants                      | Votants        | 22 823 | 77,5   |  |  |  |
| Blancs et nuls | Blancs et nuls               | Blancs et nuls | 617    | 2,7    |  |  |  |
| Exprimés       | Exprimés                     | Exprimés       | 22 206 | 97,3   |  |  |  |

Le suppléant de Pierre Couderc était Adrien Durand.

### Élections de 1973
| Candidat       | Candidat                     | Parti          | Premier tour | Premier tour | Second tour | Second tour |  |
| Candidat       | Candidat                     | Parti          | Voix         | %            | Voix        | %           |  |
| -------------- | ---------------------------- | -------------- | ------------ | ------------ | ----------- | ----------- |  |
|                | Pierre Couderc sortant réélu | RI (URP)       | 7 434        | 34,53        | 9 520       | 42,52       |  |
|                | Adrien Durand                | CDP            | 4 163        | 19,34        | 6 046       | 27          |  |
|                | Jean Massador                | PS (UGSD)      | 3 962        | 18,41        | 6 824       | 30,48       |  |
|                | Henri Trémolet de Villers    | Divers droite  | 3 466        | 16,1         | Retrait     | Retrait     |  |
|                | Marcel Brès                  | PCF            | 2 501        | 11,62        |             |             |  |
|                |                              |                |              |              |             |             |  |
| Inscrits       | Inscrits                     | Inscrits       | 28 988       | 100,00       | 28 984      | 100,00      |  |
| Abstentions    | Abstentions                  | Abstentions    | 7 067        | 24,38        | 6 332       | 21,85       |  |
| Votants        | Votants                      | Votants        | 21 921       | 75,62        | 22 652      | 78,15       |  |
| Blancs et nuls | Blancs et nuls               | Blancs et nuls | 395          | 1,8          | 262         | 1,16        |  |
| Exprimés       | Exprimés                     | Exprimés       | 21 526       | 98,2         | 22 390      | 98,84       |  |

Le suppléant de Pierre Couderc était René Aurand, commerçant à Langogne.

### Élections de 1978
|                | Pierre Couderc sortant réélu | UDF (PR)       | 12 488 | 51,56  |  |  |  |
|                | Raymond Fabre                | PS             | 6 754  | 27,89  |  |  |  |
|                | Jacques Fourré               | PCF            | 2 656  | 10,97  |  |  |  |
|                | Jacques Barbot               | Divers droite  | 1 301  | 5,37   |  |  |  |
|                | Claudette Pantel             | PSU (FA)       | 698    | 2,88   |  |  |  |
|                | Serge Defosse                | LO             | 323    | 1,33   |  |  |  |
|                |                              |                |        |        |  |  |  |
| Inscrits       | Inscrits                     | Inscrits       | 31 207 | 100,00 |  |  |  |
| Abstentions    | Abstentions                  | Abstentions    | 6 303  | 20,2   |  |  |  |
| Votants        | Votants                      | Votants        | 24 904 | 79,8   |  |  |  |
| Blancs et nuls | Blancs et nuls               | Blancs et nuls | 684    | 2,75   |  |  |  |
| Exprimés       | Exprimés                     | Exprimés       | 24 220 | 97,25  |  |  |  |

Le suppléant de Pierre Couderc était René Aurand.

### Élections législatives de 1981
|                                                          | Adrien Durand élu | UDF (CDS)      | 11 803 | 51,98  |  |  |  |
|                                                          | Raymond Fabre     | PS             | 8 076  | 35,54  |  |  |  |
|                                                          | Jacques Fourré    | PCF            | 1 735  | 7,66   |  |  |  |
|                                                          | Michel Valette    | PSU            | 736    | 3,24   |  |  |  |
|                                                          | Marc Navecth      | Extrême droite | 357    | 1,57   |  |  |  |
|                                                          | Peter Kiszka      | Extrême gauche | 0      | 0,00   |  |  |  |
|                                                          |                   |                |        |        |  |  |  |
| Inscrits                                                 | Inscrits          | Inscrits       | 31 061 | 100,00 |  |  |  |
| Abstentions                                              | Abstentions       | Abstentions    | 7 958  | 25,62  |  |  |  |
| Votants                                                  | Votants           | Votants        | 23 103 | 74,38  |  |  |  |
| Blancs et nuls                                           | Blancs et nuls    | Blancs et nuls | 396    | 1,71   |  |  |  |
| Exprimés                                                 | Exprimés          | Exprimés       | 22 707 | 98,29  |  |  |  |
| Source : Data.gouv.fr et Sud-Ouest du 16 juin 1981, p. 7 |                   |                |        |        |  |  |  |

Le suppléant d'Adrien Durand était Jean-Jacques Delmas, conseiller général du canton de Sainte-Énimie.

### Élections de 1988
| Candidat       | Candidat                    | Parti                      | Premier tour | Premier tour | Second tour | Second tour |  |
| Candidat       | Candidat                    | Parti                      | Voix         | %            | Voix        | %           |  |
| -------------- | --------------------------- | -------------------------- | ------------ | ------------ | ----------- | ----------- |  |
|                | Jean-Claude Chazal          | Divers gauche (Maj. prés.) | 7 466        | 34,19        | 11 128      | 49,34       |  |
|                | Adrien Durand sortant réélu | UDF (Rad) (URC)            | 7 463        | 34,18        | 11 427      | 50,66       |  |
|                | Jean-Jacques Delmas         | Divers droite (PRV)        | 4 525        | 20,72        | Retrait     | Retrait     |  |
|                | Gérard Mersadier            | PCF                        | 1 477        | 6,76         |             |             |  |
|                | Antoine Goubert             | FN                         | 903          | 4,14         |             |             |  |
|                |                             |                            |              |              |             |             |  |
| Inscrits       | Inscrits                    | Inscrits                   | 30 656       | 100,00       | 30 708      | 100,00      |  |
| Abstentions    | Abstentions                 | Abstentions                | 8 455        | 27,58        | 7 494       | 24,4        |  |
| Votants        | Votants                     | Votants                    | 22 201       | 72,42        | 23 214      | 75,6        |  |
| Blancs et nuls | Blancs et nuls              | Blancs et nuls             | 367          | 1,65         | 659         | 2,84        |  |
| Exprimés       | Exprimés                    | Exprimés                   | 21 834       | 98,35        | 22 555      | 97,16       |  |

Le suppléant d'Adrien Durand était Georges Meissonnier, secrétaire départemental du RPR.

### Élections de 1993
| Candidat       | Candidat                | Parti          | Premier tour | Premier tour | Second tour | Second tour |  |
| Candidat       | Candidat                | Parti          | Voix         | %            | Voix        | %           |  |
| -------------- | ----------------------- | -------------- | ------------ | ------------ | ----------- | ----------- |  |
|                | Jean-Jacques Delmas élu | diss. UDF      | 8 341        | 37,79        | 11 212      | 100,00      |  |
|                | Adrien Durand sortant   | UDF (CDS)      | 6 602        | 29,91        | Retrait     | Retrait     |  |
|                | Raymond Fabre           | PS (ADFP)      | 3 359        | 15,22        |             |             |  |
|                | Gérard Mersadier        | PCF            | 1 360        | 6,16         |             |             |  |
|                | Gérard Breton           | GÉ (EÉ)        | 1 113        | 5,04         |             |             |  |
|                | Gérard Codderrens       | FN             | 953          | 4,32         |             |             |  |
|                | Jeanne Martini          | LT-LNÉ         | 343          | 1,55         |             |             |  |
|                |                         |                |              |              |             |             |  |
| Inscrits       | Inscrits                | Inscrits       | 30 452       | 100,00       | 30 452      | 100,00      |  |
| Abstentions    | Abstentions             | Abstentions    | 7 414        | 24,35        | 13 468      | 44,23       |  |
| Votants        | Votants                 | Votants        | 23 038       | 75,65        | 16 984      | 55,77       |  |
| Blancs et nuls | Blancs et nuls          | Blancs et nuls | 967          | 4,2          | 5 772       | 33,98       |  |
| Exprimés       | Exprimés                | Exprimés       | 22 071       | 95,8         | 11 212      | 66,02       |  |

Le suppléant de Jean-Jacques Delmas était Robert Surjous, conseiller général du canton de Langogne.

### Élections de 1997
| Candidat       | Candidat                    | Parti          | Premier tour | Premier tour | Second tour | Second tour |  |
| Candidat       | Candidat                    | Parti          | Voix         | %            | Voix        | %           |  |
| -------------- | --------------------------- | -------------- | ------------ | ------------ | ----------- | ----------- |  |
|                | Jean-Jacques Delmas sortant | UDF (Rad)      | 8 247        | 39,75        | 10 887      | 48,25       |  |
|                | Jean-Claude Chazal élu      | PS             | 6 633        | 31,97        | 11 676      | 51,75       |  |
|                | Pierre Hugon                | PCF            | 1 890        | 9,11         |             |             |  |
|                | Gérard Codderrens           | FN             | 1 659        | 8            |             |             |  |
|                | Philippe Dampérat           | Les Verts      | 1 443        | 6,96         |             |             |  |
|                | Franck Favier               | LDI (MPF)      | 512          | 2,47         |             |             |  |
|                | Daniel Blanc                | Divers droite  | 362          | 1,74         |             |             |  |
|                |                             |                |              |              |             |             |  |
| Inscrits       | Inscrits                    | Inscrits       | 30 324       | 100,00       | 30 305      | 100,00      |  |
| Abstentions    | Abstentions                 | Abstentions    | 8 342        | 27,51        | 6 695       | 22,09       |  |
| Votants        | Votants                     | Votants        | 21 982       | 72,49        | 23 610      | 77,91       |  |
| Blancs et nuls | Blancs et nuls              | Blancs et nuls | 1 236        | 5,62         | 1 047       | 4,43        |  |
| Exprimés       | Exprimés                    | Exprimés       | 20 746       | 94,38        | 22 563      | 95,57       |  |

Le suppléant de Jean-Claude Chazal était Jacques Gasperin, conseiller général du canton de Florac, maire de Florac.

### Élections de 2002
| Candidat       | Candidat                   | Parti                      | Premier tour | Premier tour | Second tour | Second tour |  |
| Candidat       | Candidat                   | Parti                      | Voix         | %            | Voix        | %           |  |
| -------------- | -------------------------- | -------------------------- | ------------ | ------------ | ----------- | ----------- |  |
|                | Jean-Claude Chazal sortant | PS                         | 6 287        | 28,73        | 9 825       | 46,22       |  |
|                | Francis Saint-Léger élu    | Divers droite (Maj. prés.) | 5 284        | 24,14        | 11 434      | 53,78       |  |
|                | Pierre Hugon               | UMP                        | 4 847        | 22,15        | Retrait     | Retrait     |  |
|                | Francis Courtès            | Pôle républicain           | 1 490        | 6,81         |             |             |  |
|                | Bernadette Couvreur        | FN                         | 955          | 4,36         |             |             |  |
|                | Philippe Dampérat          | Les Verts                  | 790          | 3,61         |             |             |  |
|                | Patricia Bornon            | PCF                        | 657          | 3            |             |             |  |
|                | Frédéric Frazzoni          | CPNT                       | 538          | 2,46         |             |             |  |
|                | Martine Granier            | LCR                        | 315          | 1,44         |             |             |  |
|                | Gérard Codderrens          | MNR                        | 193          | 0,88         |             |             |  |
|                | Stéphane de Pachtère       | Extrême droite             | 183          | 0,84         |             |             |  |
|                | Jean-Claude Cotentin       | LO                         | 105          | 0,48         |             |             |  |
|                | Dominique Bon              | Divers écologiste          | 87           | 0,4          |             |             |  |
|                | Anne Alirol                | Régionaliste               | 87           | 0,4          |             |             |  |
|                | D.Léonard Blanc            | Divers droite              | 67           | 0,31         |             |             |  |
|                |                            |                            |              |              |             |             |  |
| Inscrits       | Inscrits                   | Inscrits                   | 31 333       | 100,00       | 31 327      | 100,00      |  |
| Abstentions    | Abstentions                | Abstentions                | 8 913        | 28,45        | 9 148       | 29,2        |  |
| Votants        | Votants                    | Votants                    | 22 420       | 71,55        | 22 179      | 70,8        |  |
| Blancs et nuls | Blancs et nuls             | Blancs et nuls             | 535          | 2,39         | 920         | 4,15        |  |
| Exprimés       | Exprimés                   | Exprimés                   | 21 885       | 97,61        | 21 259      | 95,85       |  |

Le suppléant de Francis Saint-Léger était Pierre Bonicel, conseiller général du canton du Bleymard, maire de Chadenet.

### Élections de 2007
| Candidat       | Candidat                          | Parti               | Premier tour | Premier tour | Second tour | Second tour |  |
| Candidat       | Candidat                          | Parti               | Voix         | %            | Voix        | %           |  |
| -------------- | --------------------------------- | ------------------- | ------------ | ------------ | ----------- | ----------- |  |
|                | Francis Saint-Léger sortant réélu | UMP                 | 9 816        | 44,59        | 11 426      | 53,62       |  |
|                | Jean-Claude Chazal                | PS                  | 5 987        | 27,19        | 9 885       | 46,38       |  |
|                | Jean-Jacques Delmas               | UDF–MoDem           | 2 788        | 12,66        |             |             |  |
|                | François Roux                     | Extrême gauche (GA) | 1 286        | 5,84         |             |             |  |
|                | Robert Aigoin                     | PCF                 | 1 061        | 4,82         |             |             |  |
|                | Véronique Miramond                | LCR                 | 435          | 1,98         |             |             |  |
|                | Bernadette Couvreur               | FN                  | 377          | 1,71         |             |             |  |
|                | Édith Gohier                      | Divers              | 149          | 0,68         |             |             |  |
|                | Jean-Claude Cotentin              | LO                  | 74           | 0,34         |             |             |  |
|                | Éliane Lamothe                    | Régionaliste        | 43           | 0,2          |             |             |  |
|                |                                   |                     |              |              |             |             |  |
| Inscrits       | Inscrits                          | Inscrits            | 32 054       | 100,00       | 32 052      | 100,00      |  |
| Abstentions    | Abstentions                       | Abstentions         | 9 633        | 30,05        | 9 979       | 31,13       |  |
| Votants        | Votants                           | Votants             | 22 421       | 69,95        | 22 073      | 68,87       |  |
| Blancs et nuls | Blancs et nuls                    | Blancs et nuls      | 405          | 1,81         | 762         | 3,45        |  |
| Exprimés       | Exprimés                          | Exprimés            | 22 016       | 98,19        | 21 311      | 96,55       |  |